# Giardien

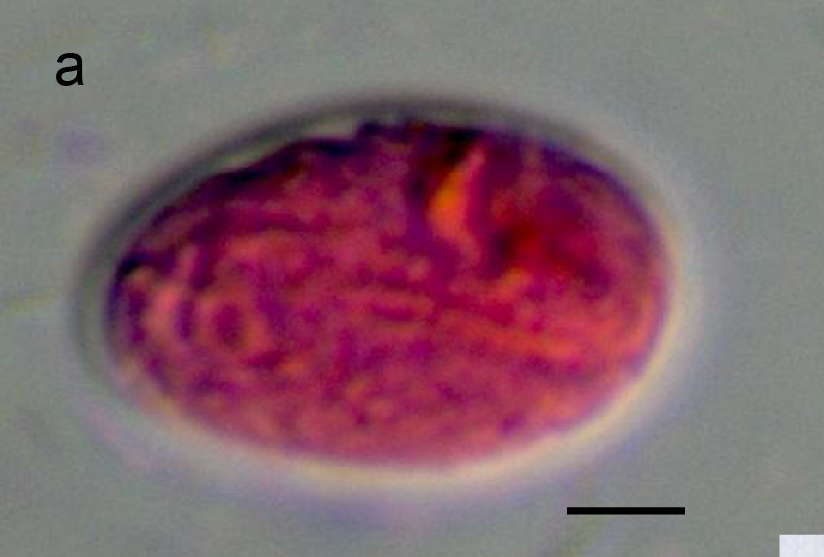
Giardia-Zyste (aus Primaten vom Nationalpark Taï). Balken 5 µm.

Giardien (Giardia) sind eine Gattung von mikroskopisch kleinen Dünndarm-Parasiten. Sie werden, ähnlich wie Kokzidien, traditionell zu den Protozoen gezählt, d. h., es sind heterotrophe Einzeller.
Sie kommen weltweit bei einer Vielzahl von Säugetieren, aber auch bei Amphibien, Reptilien und Vögeln vor. Für den Menschen stellen sie als Zoonoseerreger eine Gefahr dar. Giardien (Lamblien) werden immer über einen fäkal-oralen Infektionsweg übertragen. Infizierte Tiere oder Menschen scheiden Giardien als Zysten (Dauerform der Giardien) mit dem Stuhl (Faeces) aus. Infektionen entstehen, wenn Giardien aus dem Stuhl (also fäkal) mit dem Mund (also oral) aufgenommen werden. Ein weit verbreiteter Vertreter der Giardien ist Giardia intestinalis, auch Giardia lamblia oder  Giardia duodenalis genannt, der Vögel und Säugetiere befällt. Giardia agilis kommt bei Reptilien vor, Giardia muris bei Nagetieren und Vögeln.
Die Darmparasiten haben eine birnenförmige Gestalt mit zwei typischen Kernen, die den Anschein eines Augenpaares (in Wirklichkeit Zellkerne mit Erbinformationen) haben. Zur Fortbewegung nutzen Giardien ihre Geißeln. Mit Hilfe ihrer Bauchhaftscheibe sind die Durchfallerreger in der Lage, sich an der Darmwand des Wirts festzusetzen, d. h., sie dringen nicht in das Gewebe ein. Dort vermehren sie sich dann millionenfach auf der Oberfläche der Darmschleimhaut.
Zwei Giardien können sich jeweils mit einer schützenden Hülle umgeben und über den Kot ausgeschieden werden. Durch die Hülle sind sie tage- bis wochenlang geschützt, bevor sie vom neuen Wirt über verschmutztes Wasser oder Nahrungsmittel aufgenommen werden. Die infektiösen Parasiten bleiben in feuchten Böden bis zu sieben Wochen infektiös, in kühlem Wasser (4 °C) bis zu drei Monaten, wobei sie unter optimalen Bedingungen sogar mehrere Monate lebensfähig bleiben können.
Viele Menschen und Tiere beherbergen Giardien im Darm, ohne sich krank zu fühlen. Trotzdem scheiden sie den Parasiten mit ihrem Stuhl aus. Andere befallene Individuen leiden an Übelkeit, Bauchschmerzen und Durchfall. Beim Menschen findet eine Infektion mit Giardien meist während einer Reise in tropische Regionen oder Abenteuerreisen in die freie Natur statt. Tatsächlich sind die hygienischen Bedingungen in diesen Gebieten oder „Camps“ oft ungenügend, sodass eine Ansteckung durch Wasser oder Nahrungsmittel leicht möglich ist.
Giardien stellen ein Problem in der Trinkwasseraufbereitung dar, sie lassen sich weder durch Chlor noch durch Ultraviolettstrahlung einfach abtöten. Aus diesem Grund wird zur Oberflächenwasser-Aufbereitung häufig Ultrafiltration eingesetzt, um sie abzufiltrieren.

## Arten
Die Gattung umfasst 41 Arten (in Klammern hinter dem Namen die Angabe zum Wirt):
- Giardia agilis (Kaulquappen von Fröschen)
- Giardia ardeae (Reiher)
- Giardia beckeri (Spermophilus tridecemlineatus)
- Giardia beltrani (Haussperling)
- Giardia botauri (Nordamerikanische Rohrdommel)
- Giardia bovis (Rinder)
- Giardia bradypi (Faultiere)
- Giardia canis (Hunde)
- Giardia caprae (Ziegen und Schafe)
- Giardia cati (Katzen)
- Giardia caviae (Meerschweinchen)
- Giardia chinchillae (Chinchilla)
- Giardia dasi (Zibetkatzen)
- Giardia equii (Pferde)
- Giardia floridae (Reiher)
- Giardia hegneri (Viverra tangalunga)
- Giardia herodiadis (Mittelreiher)
- Giardia hyderabadensis (Vögel)
- Giardia intestinalis (Verschiedene Säugetiere, einschließlich des Menschen)
- Giardia irarae (Irara barbara)
- Giardia marginalis (Vögel)
- Giardia melospizae (Vögel)
- Giardia microti (Wühlmäuse)
- Giardia muris (Nagetiere)
- Giardia nycticori (Vögel)
- Giardia ondatrae (Bisamratte)
- Giardia otomyis (Otomys irroratus)
- Giardia pitymysi (Pitymys savii)
- Giardia pseudoardeae (Vögel)
- Giardia psittaci (Papageien)
- Giardia recurvirostrae (Vögel)
- Giardia sanguinis (Vögel)
- Giardia serpentis (Krötenotter)
- Giardia simoni (Wanderratte)
- Giardia sturnellae (Vögel)
- Giardia suricatae (Erdmännchen)
- Giardia tucani (Tukane)
- Giardia varani (Warane)
- Giardia viscaciae (Viscacha)
- Giardia wenyoni (Schlankloris)